# Ospedaletto d’Alpinolo
Ospedaletto d’Alpinolo ist eine italienische Gemeinde mit 1986 Einwohnern (Stand 31. Dezember 2023) in der Provinz Avellino in der Region Kampanien. Sie ist Teil der Bergkommune Comunità Montana Partenio - Vallo di Lauro.

## Geografie
Die Nachbargemeinden sind  Avellino, Mercogliano und Summonte.